# تور دوچرخه‌سواری اندلس
تور اندلس یا مسیر خورشید (اسپانیایی: Ruta del Sol‎) یک مسابقهٔ دوچرخه‌سواری حرفه‌ای است که به صورت سالانه در اسپانیا برگزار می‌شود. این مسابقه مرحله‌ای است و در میانهٔ فوریه انجام می‌شود. نخستین دورهٔ آن در سال ۱۹۲۵ برگزار شده‌است و از سال ۲۰۰۵ با درجهٔ یک بخشی از تور دوچرخه‌سواری اروپا محسوب می‌شود. نام مستعار آن، مسیر خورشید است که به ساحل گردشگری مشهور منطقه با نام ساحل خورشید اشاره دارد.

## برندگان چندگانه
| پیروزی | رکابزن                    | دوره                         |
| ------ | ------------------------- | ---------------------------- |
| ۵      | آلخاندرو والورده (ESP)    | ۲۰۱۲، ۲۰۱۳، ۲۰۱۴، ۲۰۱۶، ۲۰۱۷ |
| ۲      | فردی مرتنس (BEL)          | ۱۹۷۴، ۱۹۷۵                   |
| ۲      | Dietrich Thurau (GER)     | ۱۹۷۷، ۱۹۷۹                   |
| ۲      | Rolf Gölz (GER)           | ۱۹۸۵، ۱۹۸۷                   |
| ۲      | Eduardo Chozas (ESP)      | ۱۹۸۳، ۱۹۹۰                   |
| ۲      | Julián Gorospe (ESP)      | ۱۹۸۴، ۱۹۹۳                   |
| ۲      | Stefano Della Santa (ITA) | ۱۹۹۴، ۱۹۹۵                   |